# Google bomb
Un google bomb (en español literal bomba google) es un anglicismo que define un método mediante el cual es posible colocar ciertos sitios web en los primeros lugares de los resultados de una búsqueda en Google utilizando un texto determinado. 
Este método explota el modo en que trabaja el algoritmo de búsqueda de Google, PageRank, ya que una página obtendrá un lugar superior si es enlazada por otras páginas ya conocidas. Se consigue incluyendo enlaces a la página objeto del «google bomb» en el mayor número de páginas distintas posibles, de manera que el texto del enlace sea el criterio de búsqueda deseado.
El 25 de enero de 2007 los ingenieros de Google incorporaron un pequeño algoritmo para minimizar el efecto de las Google bombs, con el que la mayoría de las alteraciones provocadas por este tipo de campañas han desaparecido. 

«[...] they haven't been a very high priority for us. But over time, we've seen more people assume that they are Google's opinion, or that Google has hand-coded the results for these Googlebombed queries. [...] So a few of us who work here got together and came up with an algorithm that minimizes the impact of many Googlebombs».
[...] no han sido una prioridad demasiado importante para nosotros. Pero con el tiempo, hemos visto a cada vez más gente asumir que son la opinión de Google, o que Google ha construido conscientemente los resultados para estas preguntas de Googlebombed. [...] Entonces, algunos de nosotros, que trabajamos aquí, nos reunimos y elaboramos un algoritmo que reduce al mínimo el impacto de muchos googlebombs.
Matt Cutts, ingeniero de software de Google desde el junio del 2000 y especialista en Optimización de búsquedas.

## Cómo conseguir un Google bomb
Para conseguir un google bomb, el buscador debe encontrar muchos enlaces de este estilo:
```
<
a
 
href
=
"dirección-del-sitio"
>
Palabra o frase
</
a
>

```

Un buen método es añadir los enlaces a la firma de un usuario en foros, o copiarlo en la plantilla de un blog para que aparezca en un gran número de páginas e incluso esconder ciertos píxeles en la página que redireccionen con la sentencia anterior.
Obtener resultados puede llevar unas dos semanas y depende en gran medida de la difusión que tenga el proyecto.

## Cómo evitar el Google bombing
Un webmaster cuya página ha sido afectada por una bomba Google, puede evitarlo con el siguiente código HTML:
```
<
meta
 
name
=
"googlebot"
 
content
=
"noindex, nofollow"
 
/>

```

No obstante, este código no se debe usar en condiciones normales pues la web no aparecerá en los resultados de búsqueda de Google.

## Funcionamiento
Se puede conseguir un ejemplo de Google bomb si un usuario tiene muchas páginas y en estas enlaza a un sitio específico utilizando un texto específico en el enlace, por ejemplo «… tengo miedo». Si uno busca en Google esta frase, saldrá como uno de los resultados el sitio enlazado, aunque no diga en ninguna parte de la página el texto referenciado «… tengo miedo». 
La técnica fue expuesta por primera vez el 6 de abril de 2001 en un artículo escrito por Addam Mathes. En ese artículo, Mathes acuñó el término «google bombing» y explicó cómo descubrió que Google usaba esta técnica para calcular la clasificación de los resultados de las búsquedas. Al probar con una búsqueda introduciendo «internet rockstar», obtenía como primer lugar de los resultados la web de Ben Brown, aunque el texto «internet rockstar» no aparecía en dicha página. Así se dio cuenta de que Google daba esa web como resultado debido a que muchos fanes enlazaban dicha página como el «internet rockstar».
Sin embargo, la primera vez que Google bomb se mencionó en la prensa puede haber sido accidentalmente en 1999, cuando algunos usuarios descubrieron que la búsqueda «more evil than Satan» («más diabólico que Satanás»), enviaba a la web oficial de Microsoft. 
Curiosamente, el término «google bomb» fue incluido en el Diccionario Oxford de la Lengua Inglesa en mayo de 2005.

## Google desarma el bombardeo, el público lo rearma
Durante el año 2006, la compañía Google desarrolló un algoritmo en la programación de sus indizadores para descartar aquellos enlaces basados en palabras o frases sin relación con el contenido de destino.
Para evitar este truco, quien quiere volver a aplicar el bombardeo puede hacer lo siguiente:
1. Se busca la palabra que se quiere asociar en el buscador de Google.
2. Si en alguna de las páginas de resultados aparece alguna página del sitio web de destino (no hace falta que sea el portal), usar exactamente esa dirección para el nuevo enlace. Esto usa resultados legitimados por la misma compañía Google. Como palabra a asociar tanto vale usar la que se intentaba en un principio, como el nombre real de la web de destino.
3. Si no se encuentran resultados relacionados con el destinatario del bombardeo, ni aun en las demás páginas de resultados, entonces se puede hacer campaña al revés: desviando la atención sobre el nombre de la web real hacia una web crítica, es decir, vinculando la palabra de interés con otra página en lugar de la que se pretendía en un principio.

- El contenido de este artículo incorpora material de una entrada de la Enciclopedia Libre Universal, publicada en español bajo la licencia Creative Commons Compartir-Igual 3.0.